# Wenns
Wenns is een gemeente in het district Imst van de Oostenrijkse deelstaat Tirol.
Wenns ligt in het Pitztal in een dalbekken. Als gevolg van zijn centrale ligging aan de hoofdstraat heeft Wenns zich ontwikkeld tot hoofdkern van de gemeente. Een groot aantal andere, kleinere kernen vormen de rest van de gemeente, te weten Amishaufen, Anger, Auders, Audershof, Baustadl, Bergle, Bichl, Brennwald, Eggmahd, Farmie, Flickerloch, Greith, Grenzstein, Hairlach, Langegerte, Langenau, Larchach, Matzlewald, Minköfle, Moosanger, Oberdorf, Obermühlbach, Ofen, Pirchach, Pitzenhöfe, Pitztaler Straße, Schweizerhof, Siedlung, St. Margarethen, Säge, Tränk, Unterdorf, Wiesle en Winkl.
Toerisme is de belangrijkste bron van inkomsten, waarbij Wenns een belangrijke plaats inneemt in de wintersport in het Pitztal. Een bezienswaardigheid is het Platzhaus aan het dorpsplein dicht bij de hoofdstraat. Het voormalige huis van de burgemeester en de rechter van het Pitztal werd tussen 1576 en 1608 compleet beschilderd. Volgens recente bevindingen van de Universiteit van Innsbruck staat in Wenns de oudste boerderij. Door onderzoek van het gebruikte bouwhout is de leeftijd van deze boerderij op ongeveer 700 jaar vastgesteld.

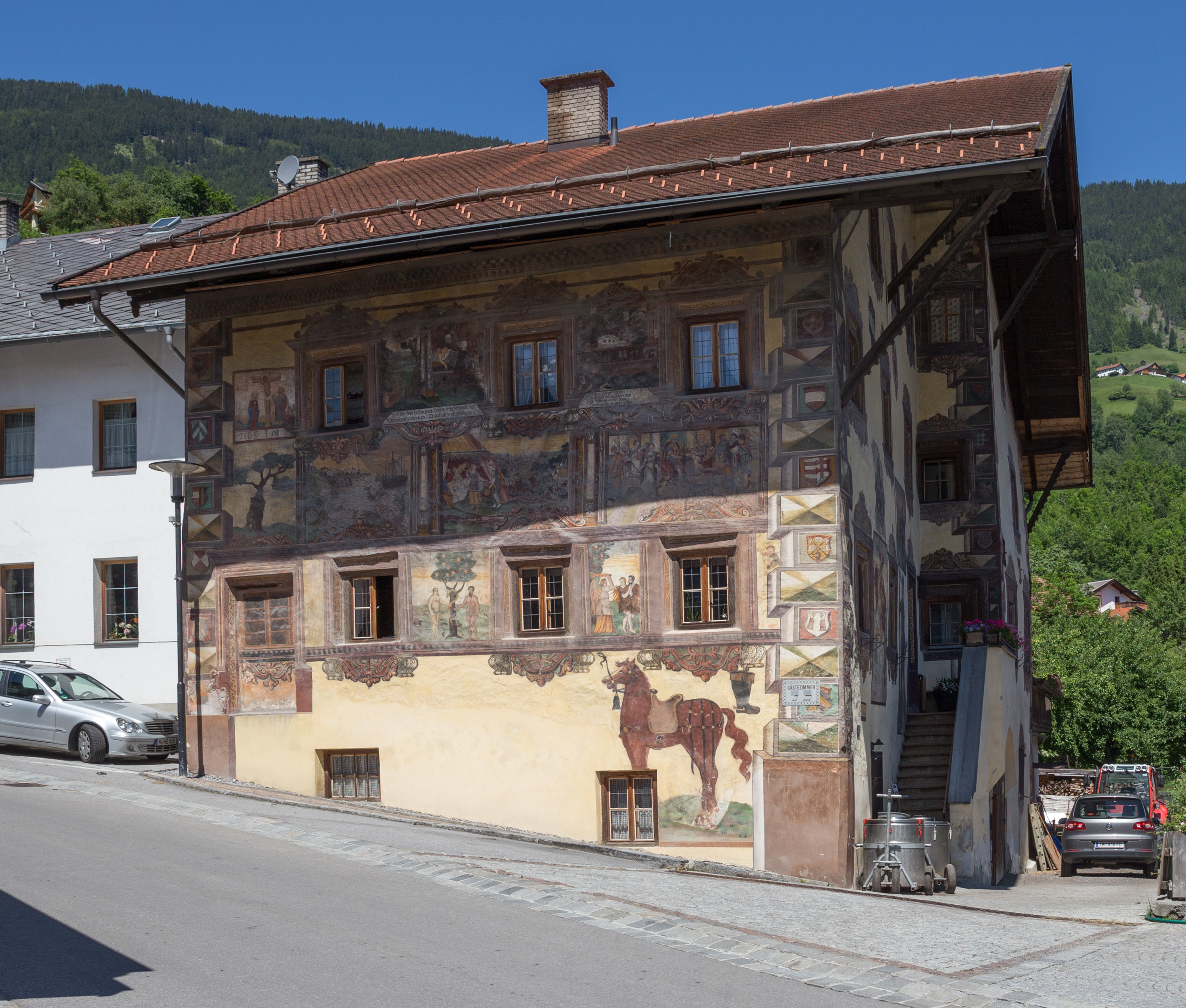
Platzhaus